# 火山調査研究推進本部
火山調査研究推進本部（かざんちょうさけんきゅうすいしんほんぶ）は、日本の火山に関する観測や測量、調査、研究を担うため文部科学省に置かれている特別の機関。略称は「火山本部」。

## 概要
2023年（令和5年）の第211回国会で改正された活動火山対策特別措置法第31条に基づき、2024年（令和6年）4月1日に設置された。
火山本部の業務・役割は大きく以下の5つである。
1. 観測、測量、調査及び研究の推進について総合的かつ基本的な施策を立案
2. 関係行政機関の火山に関する調査研究予算等の事務の調整
3. 総合的な調査観測計画を策定
4. 関係行政機関、大学等の調査結果等を収集、整理、分析し、総合的な評価を実施
5. 総合的な評価に基づく広報

本部長は文部科学大臣が務め、関係行政機関の職員の中から文部科学大臣が火山調査研究推進本部員を任命する。本部の下に「政策委員会」と「火山調査委員会」が置かれる。上記の事務のうち、1、2、3、5に関する事務は政策委員会で、4に関する事務は火山調査委員会で取り扱う。
本部長は、気象庁長官に対し、4の事務のうち地域に係る火山に関する観測、測量、調査又は研究を行う関係行政機関、大学等の調査結果等の収集を行うことを要請することができる。この場合、要請を受けた気象庁、管区気象台及び沖縄気象台は、「地域火山情報センター」という名称を用いる。
対象とする現象が地震か火山かの違いは当然存在するが、事務の内容、組織の構成、気象庁へ要請できる事項などは、同じく文部科学省に設置されている地震調査研究推進本部とほぼ同じである。

## 活動
下部組織の火山調査委員会は2024年（令和6年）9月24日、日本国内に111ある活火山について、火山本部として初めての評価案を公表した。従来は気象庁長官の私的諮問機関という位置づけの火山噴火予知連絡会が評価を担当してきた。火山調査研究推進本部に機能の多くが移行されたため、火山噴火予知連絡会は同年11月27日に活動を終了した。

## 設置に向けた経緯
日本において、地震の調査観測や研究については地震調査研究推進本部が司令塔的に担ってきた。日本には111の活火山があるが、かつては火山に関する観測や研究は気象庁、大学、その他の研究機関に分散されており、特に大学では2004年（平成16年）の国立大学法人化以降は研究予算・人員が細っていた。そうした状況で起きた2014年の御嶽山噴火は、死者58人、行方不明5人という第二次世界大戦後では最悪の火山災害となり、日本国政府は火山防災の見直しを迫られた。
火山学者の藤井敏嗣は、「火山庁」の設置が必要だと提唱したほか、2015年（平成27年）6月11日の衆議院災害対策特別委員会でも「火山庁」について中川康洋議員から課題提起がなされた。
同年8月26日に内閣府で火山防災対策会議を開催することとし、火山防災対策の立案とそれに資する監視観測・調査研究体制をより強化するために、関係機関同士の連携強化を図り、火山防災を推進する体制が整えられたが、法的根拠のない会議体であり、地震に対して見劣りする点は否めなかった。
その後、自由民主党の火山噴火予知・対策推進議員連盟において火山本部設置も含めた法律制定の機運が高まり、2023年（令和5年）3月1日、火山本部の設置を盛り込んだ活動火山対策特別措置法改正案の骨子を取りまとめた。5月10日に自由民主党の部会で了承され、6月1日に衆議院で議案受理、6月6日に衆議院、6月14日に参議院で可決され成立した。
文部科学省に火山本部を設置することが決まると、その事前準備のため、有識者による「火山調査研究推進本部の設置に向けた準備会」が開催されている。第1回会合は同年9月19日に開催された。